# Eterno ritorno

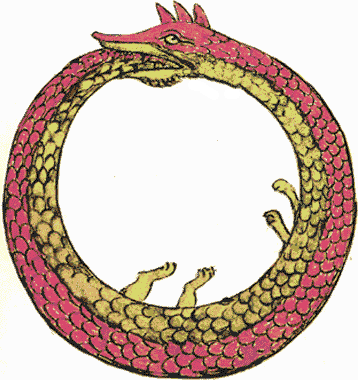
Uroboro, il serpente che si morde la coda, simbolo esoterico della ciclicità del tempo. Un chiaro riferimento a questo simbolo è il "serpente" di cui scrive Nietzsche in Così parlò Zarathustra: «Un'aquila volteggiava in larghi circoli per l'aria, ad essa era appeso un serpente, non come una preda, ma come un amico: le stava infatti inanellato al collo» [L'aquila è l'oltreuomo per il quale il tempo come "eterno ritorno" non è un ostacolo alla sua volontà di potenza che domina il tempo. (N.d.R.)]

L'eterno ritorno dell'uguale, o semplicemente eterno ritorno, è una teoria filosofica di Friedrich Nietzsche che si ritrova genericamente nelle concezioni del tempo ciclico, per cui l'universo rinasce e rimuore in base a cicli temporali fissati e necessari, ripetendo eternamente un certo corso e rimanendo sempre se stesso.
Affermata anticamente da alcuni filosofi presocratici e stoici è stata ripresa in età moderna da Nietzsche che ne ha fatto un aspetto fondante della sua filosofia.
Secondo Eugen Fink l'"Eterno Ritorno dell'Uguale", pur essendo uno dei capisaldi della filosofia di Nietzsche, rappresenta più un'oscura profezia che una regolare esposizione filosofica.

La concezione dell'eterno ritorno viene proclamata per la prima volta da un demone ne La gaia scienza del 1882: 
Nietzsche ebbe l'intuizione di questa teoria durante un suo soggiorno in Engadina: 
Coincidentalmente, nove anni più tardi, il matematico Henri Poincaré avrebbe pubblicato il suo famoso Teorema di Ricorrenza che stabiliva come, nell'evoluzione di un sistema fisico limitato, esso può trovarsi in uno stato arbitrariamente vicino a quello di partenza dopo un tempo sufficientemente lungo.

## Significato

### Così parlò Zarathustra

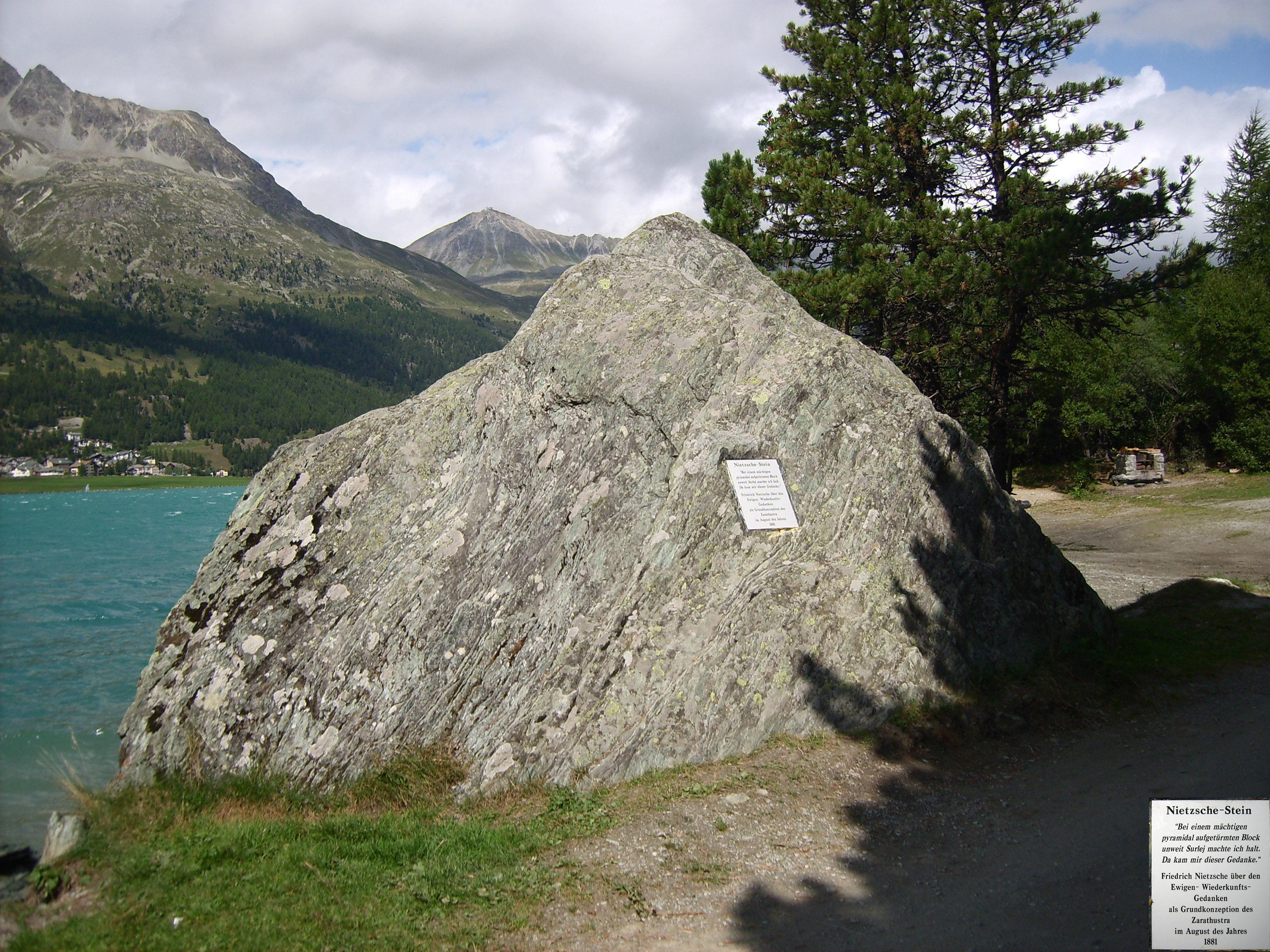
"Lapide di Nietzsche" a Surlej presso il Lago di Silvaplana, luogo dell'ispirazione del filosofo per la sua opera Così parlò Zarathustra

#### Il tempo senza fine appesantisce la volontà

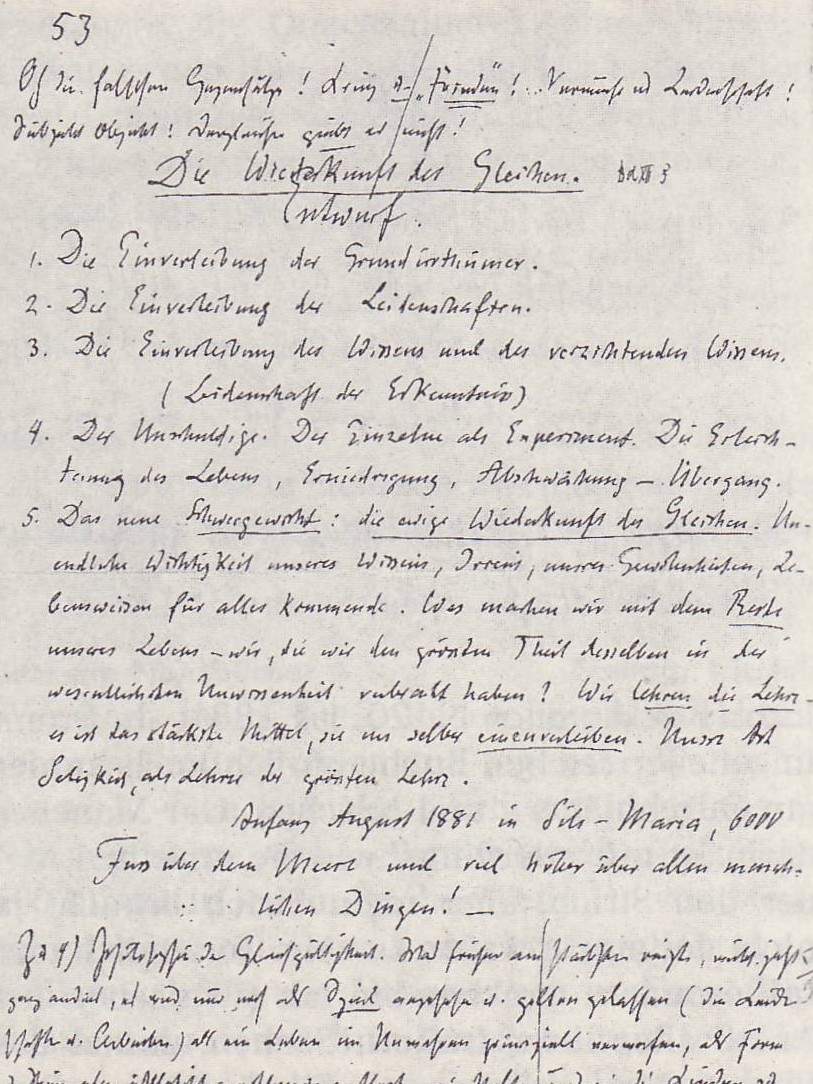
Prima stesura dell'Eterno Ritorno, scritta da Nietzsche dopo l'esperienza "mistica" vissuta «all'inizio dell'Agosto 1881 a Sils-Maria, 6000 piedi sopra il mare e molto più in alto di tutte le faccende umane.»

Nella prima parte di Così parlò Zarathustra il profeta scende dalla montagna per ammaestrare gli uomini sull'avvento dell'oltreuomo, nella seconda s'intrattiene a dialogare con i suoi discepoli e infine nella terza parte per riflettere in solitudine Zarathustra risale sulla montagna lungo «Un sentiero, in salita dispettosa tra sfasciume di pietre, maligno, solitario, cui non si addiceva più né erbe né cespugli: un sentiero di montagna digrignava sotto il dispetto del mio piede.» La salita nella solitudine è sempre più difficoltosa perché il profeta sente aumentare il peso dei sentimenti terrestri che lo allontanano da ogni visione superiore: tanto più egli si allontana dalle bassezze terrestri quanto più ne sente il peso che ostacola il superamento del limite:
Il nano beffeggia Zarathustra, al quale si rivolterà proprio contro ciò che egli stesso ha scoperto: il tempo infinito. Infatti, benché progredisca faticosamente nel suo cammino, tuttavia il profeta non raggiungerà mai la meta che è apposta all'infinito:

#### L'infinità circolare del tempo
Il tempo è come una porta carraia, il luogo in cui s'incontrano e da cui si diramano due vie, una verso il futuro all'infinito, l'altra verso il passato infinito: «Guarda questa porta carraia! Nano! Continuai: essa ha due volti. Due sentieri convengono qui: nessuno li ha mai percorsi fino alla fine...Questa lunga via fino alla porta e all'indietro: dura un'eternità. E questa lunga via fuori della porta e in avanti – è un'altra eternità » Nel punto di congiunzione delle due strade si manifesta la dialettica interna del tempo: futuro e passato iniziano assieme in un unico punto e da quell'unico punto divergono e quell'unico punto è il presente: l'attimo («Si contraddicono a vicenda, questi sentieri; sbattono la testa l'un contro l'altro: e qui, a questa porta carraia, essi convergono. In alto sta scritto il nome della porta "attimo"»). Si chiede allora il profeta: questi sentieri che si contraddicono in eterno ci impediranno mai di capire cos'è questa eternità del tempo?
Il Nano risponde e risolve a suo modo l'enigma: «Tutte le cose dritte mentono, borbottò sprezzante il nano. Ogni verità è ricurva, il tempo stesso è un circolo». Chiarisce Heidegger: «La difficoltà non è per lui tale che valga la pena di parlarne; infatti, se le due vie scorrono nell'eternità, vanno verso la stessa cosa, quindi vi convergono e si conchiudono in un tragitto ininterrotto. Quelle che a noi sembrano due vie diritte che si dipartono l'una dall'altra, non sono in verità che la parte per ora visibile di un grande circolo che ritorna continuamente su se stesso. Le cose diritte sono una parvenza. In verità il loro scorrere è un circolo, cioè la verità stessa – l'ente, così come esso in verità scorre – è ricurvo. Il ruotare-in-circolo-su-se-stesso del tempo e quindi il continuo ritornare dell'uguale, di tutti gli enti, nel tempo, è il modo in cui l'ente nel suo insieme è. Esso è il modo dell'eterno ritorno. Così il nano è giunto a indovinare l'enigma». Tuttavia, Heidegger aggiunge: «Invece di rallegrarsi che il nano abbia pensato i suoi pensieri, Zarathustra parla "incollerito". Dunque il nano non ha colto l'enigma; ha preso la soluzione troppo alla leggera. Di conseguenza, il pensiero dell'eterno ritorno dell'uguale non è ancora pensato se ci si immagina soltanto: "Tutto ruota in circolo"».

#### Il tempo circolare come eterno ritorno
Troppo semplice la risposta del Nano: il tempo, osserva Zarathustra, non è solo un circolo ma «Da questa porta carraia che si chiama attimo, comincia all'indietro una via lunga, eterna: dietro di noi è un'eternità.» Ed è l'eternità che implica la ripetizione, che rende necessaria la dottrina dell'eterno ritorno: l'infinità eterna del passato e del futuro, infatti, per la loro stessa essenza, includono il tutto, qualsiasi avvenimento passato e futuro che, nell'attimo presente, nella "porta carraia", non si contraddicono più; anzi, essi si richiamano scambievolmente, proprio perché se il passato si svolge eternamente ed è principio e fine, alfa e omega, allora non è altro che la ripetizione di ciò che accadrà, e il futuro eterno non ripropone che gli infiniti accadimenti già presenti nel passato. I due eterni fiumi del passato e del futuro confluiscono nella cascata senza fine dell'eterno ritorno.

#### Male e bene dell'eterno ritorno
L'eterno ritorno ha una duplice natura: può "soffocarci", "strozzare" la volontà («Vidi un giovane pastore rotolarsi, soffocato, convulso, stravolto in viso, cui un greve serpente nero penzolava dalla bocca»), poiché se tutti gli accadimenti si ripeteranno in eterno, allora cosa mai potrà creare di nuovo la volontà umana? Ogni cosa che l'uomo crederà di aver creato sarà già stata creata, e non una volta, ma infinite volte. («La mia mano tirò con forza il serpente, tirava e tirava invano! Non riusciva a strappare il serpente dalle fauci. Allora un grido mi sfuggì dalla bocca: "Mordi! Mordi! Staccagli il capo! Mordi"»). Se però vediamo l'altra faccia dell'eterno ritorno vedremo che ogni nostra piccola scelta entrerà nell'eternità del tempo, continuerà in eterno a vivere oltre la nostra vita. Ogni nostra opera sarà un frammento dell'eternità. Quando il pastore taglia con un morso la testa del serpente, la sua volontà si eternizza e l'uomo si trasfigura, diventa signore dell'eternità del tempo: «Non più pastore, non più uomo, – un trasformato, un circonfuso di luce, che rideva! Mai prima al mondo aveva riso un uomo, come lui rise!»

#### L'eterno ritorno: sintesi e conquista del divenire e dell'essere
L'eterno ritorno non è quindi una condanna all'eterna ripetizione 
ma la conquista della realtà con l'identificazione di essere e divenire. L'eterno ritorno esprime e soddisfa la volontà di potenza:

## L'eterno ritorno, la volontà di potenza e l'amor fati
La concezione dell'amor fati (letteralmente dal latino "amore per il fato, per il destino"), già delineata in due autori ben noti a Nietzsche: Spinoza ed Emerson è in Nietzsche strettamente collegata alla teoria dell'eterno ritorno.
Nel 1° libro della Volontà di potenza Nietzsche avanza la concezione dell'amor fati come unica possibilità di accettazione per l'uomo dell'eternità circolare del tempo. Caduta l'idea dell'andamento rettilineo della storia che si dirige progressivamente a fini razionalmente prevedibili, di fronte alla circolarità caotica del tempo l'uomo, se vuole dare un senso alla sua vita, non può assistere passivamente al divenire ciclico dell'universo, né può abbandonarsi alla disperazione, bensì deve prendere atto della realtà dell'esistenza, accettandola nella sua interezza per quella che è, con le sue sofferenze e dolori. Questa accettazione creativa dell'eterno ritorno, lo farà divenire padrone del tempo, così che tutto ciò che è accaduto sia ciò che si voleva che accadesse, ciò che diviene e muta sia ciò che si vuole che sia il presente, ciò che sarà si trasformerà in ciò che si vorrà nel futuro ("Riscattare il passato: ogni «così fu» con un «così volli» — ecco per me la redenzione!").
L'amor fati è quindi un atteggiamento non assimilabile alla rassegnazione ma di accettazione attiva, che consiste nella capacità di far coincidere la propria volontà con il corso degli eventi così come essi si verificano, ovvero assumendoli nella loro pura casualità. Si rifiuta in questo modo ogni concezione che tenti di "prevedere" il futuro rinchiudendolo in schemi concettuali che tradiscono il divenire essenza della stessa esistenza.
Solo così, perpetuando e promuovendo eternamente il processo di creazione e rigenerazione dei valori, e sposando la nuova e "disumana" dimensione morale dell'amor fati - che delinea un amore gioioso e salubre per l'eternità in ogni suo aspetto terribile, caotico e problematico - si giungerà all'avvento dell'oltreuomo.
Un'interpretazione affatto differente è stata avanzata a partire da un'analisi decostruttiva del capitolo La visione e l'enigma di Così parlò Zarathustra, contenente la più ampia e compiuta esposizione dell'eterno ritorno pubblicata da Nietzsche in vita: non si tratta né di un'identificazione del divenire nell'essere, come sostenuto da Heidegger, né di un'alternativa di ipotesi cosmologica o esperimento esistenziale, come proposto da Loewith, bensì di una rappresentazione letteraria di culti della rinascita connessi alla "serpe attraverso il seno" e inscindibilmente legati ai misteri di Dioniso, da Nietzsche ripresi e rielaborati in seguito ad un progetto sui Paracelsi mirabilia datato alla fine del 1881 e confluito nella redazione dello Zarathustra.